# A Love Letter to You 2
A Love Letter to You 2 —
второй микстейп американского рэпера Trippie Redd. Он был выпущен 6 октября 2017 на лейблах TenThousand Projects и Caroline Distribution. Это сиквел микстейпа A Love Letter to You. Он достиг 34 места в чарте Billboard 200.

## История
Микстейп был выпущен через 5 месяцев после его дебютного проекта A Love Letter to You. Песни «In Too Deep», «Woah Woah Woah» и «I Know How to Self Destruct» были доступны в сети ещё до выхода микстейпа. 11 сентября 2017 года Redd опубликовал обложку и дату выхода.

## Оценки
| Оценки критиков | Оценки критиков |
| Источник        | Оценка          |
| --------------- | --------------- |
| HotNewHipHop    | 70%             |
| Pitchfork       | 6.2/10          |

A Love Letter to You 2 был встречен смешанными оценками. Альфонс Пьер из HotNewHipHop заявил, что, хотя он чувствует, что Trippie Redd — «будущая звезда», A Love Letter to You 2 не был «правильным проектом». Пьер написал, что «пары хороших песен не достаточно. Похоже, что Триппи нашёл свою „канавку“ на микстейпе, он сделал многие песни, по подобию „Hellboy“, которые являются клишированными и не интересными».

## Список композиций
| №                   | Название                                                     | Продюсер(ы)                       | Длительность |
| ------------------- | ------------------------------------------------------------ | --------------------------------- | ------------ |
| 1.                  | «Bust Down»                                                  | ParisTheProducer Goose the Guru   | 4:05         |
| 2.                  | «Feel Good» (совместно с Khalil и Cydnee with a C)           | ParisTheProducer Goose the Guru   | 3:20         |
| 3.                  | «In Too Deep»                                                | Paris the Producer Goose the Guru | 3:43         |
| 4.                  | «Deadman's Wonderland» (совместно с ForeverAntiPop)          | Goose the Guru                    | 3:57         |
| 5.                  | «Woah Woah Woah» (совместно с Bali Baby)                     | Young God                         | 3:42         |
| 6.                  | «Back of My Mind» (совместно с Chris King и Cydnee with a C) | Grey Goon                         | 4:46         |
| 7.                  | «Today» (совместно с UnoTheActivist)                         | Tayo Fetti Goose the Guru         | 3:37         |
| 8.                  | «Hellboy»                                                    | Apollo 7ven Onassis Morris        | 3:08         |
| 9.                  | «Back Back Back»                                             | Digital Nas                       | 3:59         |
| 10.                 | «Dangerous» (совместно с Rocket Da Goon и Chris King)        | FourtyEight                       | 3:47         |
| 11.                 | «Overweight» (при участии Chris King)                        | DY 12Hunna                        | 3:17         |
| 12.                 | «Overdose on L1fe»                                           | ArnoldIsDead Goose the Guru       | 2:04         |
| 13.                 | «I Know How to Self Destruct»                                | Young God                         | 1:42         |
| 14.                 | «Let Me Down»                                                | Hollywood Don                     | 2:48         |
| Общая длительность: | Общая длительность:                                          | Общая длительность:               | 47:55        |

## Чарты
| Чарт (2017)                           | Высшая позиция |
| ------------------------------------- | -------------- |
| US Billboard 200                      | 34             |
| US Independent Albums (Billboard)     | 39             |
| US Top R&B/Hip-Hop Albums (Billboard) | 19             |